# Masami Kobayashi
Pour les articles homonymes, voir Kobayashi.
Masami Kobayashi (小林仁, Kobayashi Masami ou Kobayashi Masashi) (18 juin 1890 - 7 août 1977) est un amiral de la marine impériale japonaise pendant la Seconde Guerre mondiale. Son nom était parfois mal orthographié par des sources contemporaines de la marine américaine, mentionnant parfois les noms « Marasmi Kobayashi » ou « Marashi Kobayashi ». Il fut un fervent partisan de la faction du traité au sein de la marine impériale japonaise.

## Biographie

### Jeunesse
Fils d'agriculteur originaire de Yonezawa, il entre dans des écoles préparatoires militaires avec l’aide d’une clique d’amiraux de la marine impériale japonaise de l’ancien domaine de Yonezawa (dont Yamashita Gentarō et Chūichi Nagumo), et est diplômé de la 38e promotion de l'académie navale impériale du Japon en sortant classé 4e sur une classe de 149 cadets. Ses camarades de classe comprenaient notamment Michitaro Tozuka (en), Takeo Kurita, Rokuzō Sugiyama (en), Gunichi Mikawa et Aritomo Gotō. 
Après avoir servi sur le croiseur Kasuga et le cuirassé Asahi, Kobayashi est envoyé au Royaume-Uni avec l’équipage conduisant le nouveau croiseur de bataille Kongō au Japon. Après avoir fréquenté les écoles d'artillerie navale et de guerre des torpilles, il sert brièvement sur le destroyer Kisaragi avant de fréquenter l'école navale impériale du Japon en 1916, où il se spécialise dans la navigation.

### Début de carrière
Après l'obtention de son diplôme et sa promotion au grade de lieutenant, il sert en tant que navigateur en chef à bord du bâtiment hydrographique Katsuriki et du vieux croiseur protégé Akitsushima. Entre 1919 et 1921, il travaille à terre dans la 3e flotte avant d'être instructeur dans l'école navale impériale du Japon. Kobayashi décide de reprendre ses études en 1921 et est promu lieutenant-commandant à la fin de ceux-ci l'année suivante. Il commande son premier navire entre 1923 et 1925, la canonnière fluviale Hira, opérant sur le fleuve Yang-Tsé à Shanghai. De décembre 1925 à avril 1928, Kobayashi est attaché militaire de la marine aux États-Unis et est promu commandant le 1er décembre 1927. Après son retour au Japon, Kobayashi est nommé commandant en second du ravitailleur de sous-marins Chōgei. Il est promu capitaine le 1er décembre 1931, et une semaine plus tard, rejoint à Genève pour assister à la conférence de Genève de 1932. En novembre 1932, il rentre aux États-Unis en tant qu'attaché militaire de la marine et y reste jusqu'en juin 1934. 
En décembre 1936, Kobayashi est nommé capitaine du cuirassé Yamashiro. Au début de la Seconde guerre sino-japonaise, Kobayashi est nommé chef d'état-major de la 4e Flotte où il est basé à Tsingtao comme assistant au contre-amiral Soemu Toyoda. Le 1er décembre 1937, Kobayashi est promu contre-amiral. De septembre 1938 à novembre 1939, il est chef d'état-major du district naval de Sasebo. Il retourne sur le front chinois en novembre 1939 en tant que commandant des forces de la base navale de Wuhan, puis commandant des forces de la base navale de Shanghai en novembre 1940. Rentré au Japon en mai 1941, Kobayashi est promu vice-amiral le 15 octobre 1941. 

### Seconde Guerre mondiale
Peu de temps avant l'attaque de Pearl Harbor, Kobayashi est commandant du district de la garde d'Osaka. Il reste à ce poste jusqu'en mars 1943 et, malgré sa grande expérience du combat supérieure à bon nombre de ses collègues, il est affecté au recrutement de personnel, à la production de munitions et à des tâches bureaucratiques générales. Ce n’est qu’après le début de l’évolution de la guerre que Kobayashi est autorisé à reprendre le statut de combattant après avoir été nommé commandant de la 4e flotte le 1er avril 1943. La 4e flotte est chargée de la défense du Pacifique Sud ; ses responsabilités se chevauchant, celle-ci étant souvent en conflit avec les 2e, 6e flotte et la flotte combinée. 
En novembre 1943, les Alliés sortent victorieux des batailles de Tarawa et de Makin dans les îles Gilbert. Début février 1944, ils s'emparent de positions extrêmement stratégiques dans les îles Marshall pendant la bataille de Kwajalein et la capture de Roi-Namur. Craignant que la base de Truk ne devienne trop vulnérable, Kobayashi ordonne le transfert des porte-avions, cuirassés, et croiseurs lourds de la Flotte combinée à Palau. Toutefois, de nombreux navires de guerre plus petits et des navires marchands étaient restés au mouillage à proximité. Une semaine plus tard, les États-Unis lancent l’opération Hailstone et coulent un grand nombre de navires japonais encore présents dans la rade. L'état-major de la marine impériale japonaise impute la cinglante défaite à Kobayashi et le démet de ses fonctions deux jours plus tard. Le 30 mai 1944, il est forcé de prendre sa retraite, rejoignant la réserve le lendemain. 

### Après-guerre
Après la reddition du Japon, Kobayashi est arrêté par les autorités de la SCAP et interné dans la prison de Sugamo à Tokyo. Inculpé pour sa responsabilité hiérarchique pour les crimes de guerre perpétrés par l'amiral Shigematsu Sakaibara dans le massacre de l'île de Wake en octobre 1943, son cas n'a jamais été jugé et il fut libéré de la prison de Sugamo en 1952.  
Pendant l'après-guerre, Kobayashi sert de conseiller et d'instructeur pour la Force maritime d'autodéfense japonaise jusqu'à sa mort en 1977. 